# Zelotes mulanjensis
Zelotes mulanjensis este o specie de păianjeni din genul Zelotes, familia Gnaphosidae, descrisă de Fitzpatrick în anul 2007.
Este endemică în Malawi. Conform Catalogue of Life specia Zelotes mulanjensis nu are subspecii cunoscute.